# Дерево Хоайна

Дерево Хоайна. Только одна компонента из не принадлежащих дереву рёбер (красная компонента) имеет нечётное число рёбер, минимальное для этого графа.

Дерево Хоайна — это остовное дерево {\displaystyle T} заданного графа {\displaystyle G} со свойством, что в оставшемся графе {\displaystyle G-T} число связных компонент с нечётным числом рёбер как можно меньше.
Деревья названы именем Нгуен Хюи Хоайна, который использовал их для описания клеточных вложений заданного графа, имеющих наибольший возможный род.

## Дерево Хоайна и род вложения
Согласно результатам Хоайна, если {\displaystyle T} является деревом Хоайна и число рёбер в компонентах {\displaystyle G-T} равно {\displaystyle m_{1},m_{2},\dots ,m_{k}}, то максимальный род вложения {\displaystyle G} равен {\displaystyle \textstyle \sum _{i=1}^{k}\lfloor m_{i}/2\rfloor }.
Любая из этих компонент, имеющая {\displaystyle m_{i}} рёбер, может быть разбита на {\displaystyle \lfloor m_{i}/2\rfloor } рёберно непересекающихся путей длиной два, при этом, возможно, останется одно ребро.
Вложение с максимальным родом может быть получено из планарного вложения Хоайна путём добавления каждого пути длиной два так, что это добавление увеличивает род на единицу.

## Сложность вычислений
Дерево Хоайна и вложение с максимальным родом, полученное из него, может быть найдено в любом графе за полиномиальное время путём преобразования к более общей вычислительной задаче на матроидах, задаче чётности матроида для линейных матроидов.